# Gert Hager

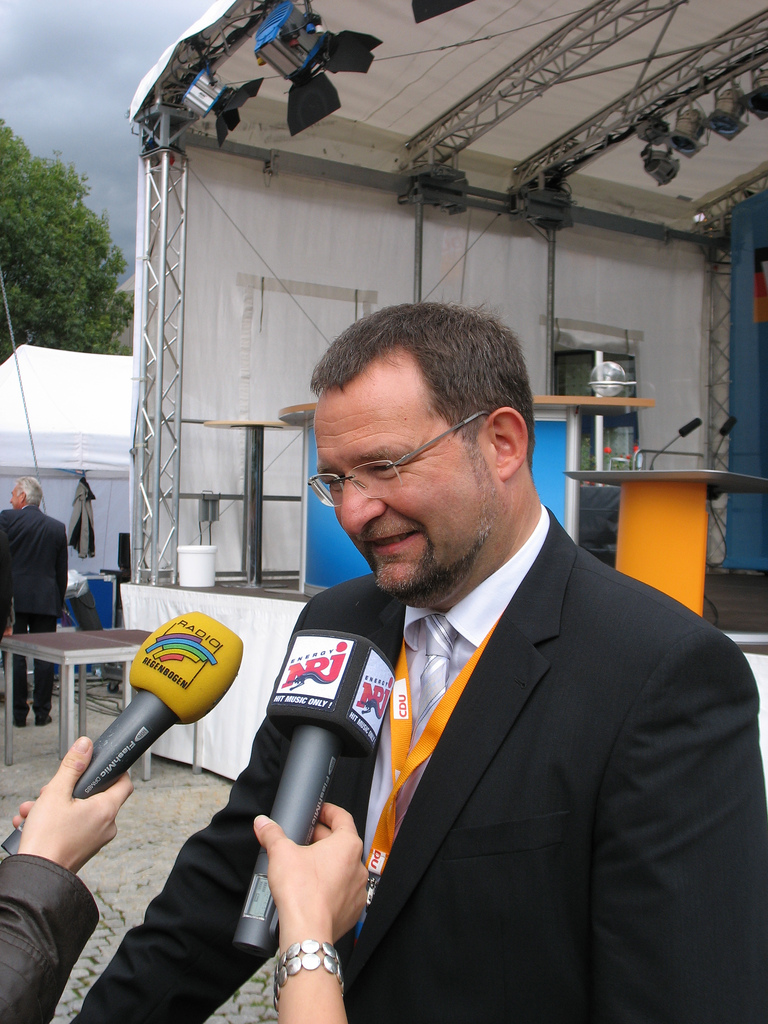
Gert Hager bei einer CDU-Wahlkampfveranstaltung in Pforzheim (2009)

Gert Hager (* 20. August 1962 in Pforzheim) ist ein deutscher Politiker (SPD). Er war von 2003 bis 2009 einer der beigeordneten Bürgermeister und von 2009 bis 2017 Oberbürgermeister der baden-württembergischen Großstadt Pforzheim.

## Leben
Nach seinem Besuch des Hilda-Gymnasiums in Pforzheim und seinem Zivildienst im Pforzheimer CVJM Schloßbergzentrum studierte er von 1986 bis 1987 Politikwissenschaften, Geschichte und Recht an der Ruprecht-Karls-Universität Heidelberg, anschließend von 1987 bis 1990 Verwaltungswissenschaften an der Universität Konstanz. Das Studium der Verwaltungswissenschaften schloss er mit Diplom ab. Seit dem Jahr 1986 ist er Mitglied der SPD. Von 1991 bis 1992 war er in Bonn Referent des SPD-Politikers und Bundestagsabgeordneten Gunter Huonker. Von 1992 bis 2003 war Gert Hager in Bonn, Karlsruhe, Nürnberg und Freiburg im Breisgau für die Bundesagentur für Arbeit tätig. Er ist verheiratet und hat einen Sohn.

## Bürgermeister
Seit März 2003 war er in der Stadt Pforzheim Bürgermeister für Schule, Soziales, Kultur und Sport (Dezernat III). Am 7. Juni 2009 trat er zur Oberbürgermeisterwahl an. Im ersten Wahlgang lag er mit 43,8 Prozent vor der Amtsinhaberin Christel Augenstein (FDP/DVP), die seit 2001 Oberbürgermeisterin Pforzheims war und nur 40,4 Prozent erreichte. Im zweiten Wahlgang am 28. Juni 2009 erhielt Gert Hager mit 60,2 Prozent die absolute Mehrheit.
Bei der Wahl am 7. Mai 2017 wurde Hager bereits im ersten Wahlgang besiegt. Mit 40,8 Prozent unterlag er dem CDU-Kandidaten Peter Boch, der 51,5 Prozent der Stimmen erreichte. Gert Hager kündigte daraufhin seinen Rückzug aus der Politik an.